# Brian Skinner
Brian Skinner (Temple, 19 maggio 1976) è un ex cestista statunitense, professionista nella NBA.

## Biografia
È papà delle pallavoliste 
Madisen Skinner e Avery Skinner.

## Carriera
Terminati gli studi presso la Baylor University, si dichiara eleggibile per il Draft NBA 1998 in cui viene chiamato dai Los Angeles Clippers al primo giro (22ª scelta).
Nella sua carriera NBA oltre ai Clippers ha vestito anche le canotte di Cleveland Cavaliers, Philadelphia 76ers, Milwaukee Bucks (con cui viaggiò a 10,5 punti a partita nel 2003-04), Sacramento Kings, Portland Trail Blazers e Phoenix Suns per un totale di 607 presenze all'attivo, che diventano 628 considerando anche le partite dei playoff.
Nel gennaio 2011 approda invece nella Serie A italiana, firmando con la Benetton Treviso.

## Statistiche

### College
| Anno      | Squadra      | PG  | PT  | MP   | TC%  | 3P% | TL%  | RP  | AP  | PRP | SP  | PP   |
| --------- | ------------ | --- | --- | ---- | ---- | --- | ---- | --- | --- | --- | --- | ---- |
| 1994-1995 | Baylor Bears | 18  | 17  | 27,8 | 59,8 | -   | 42,1 | 8,2 | 0,5 | 0,8 | 3,8 | 13,1 |
| 1995-1996 | Baylor Bears | 27  | 27  | 33,3 | 60,1 | -   | 62,0 | 9,3 | 0,6 | 1,0 | 3,0 | 17,6 |
| 1996-1997 | Baylor Bears | 30  | 30  | 32,4 | 56,2 | -   | 53,5 | 8,4 | 0,9 | 1,2 | 3,2 | 16,1 |
| 1997-1998 | Baylor Bears | 28  | 28  | 36,5 | 55,3 | -   | 59,1 | 9,5 | 0,5 | 1,4 | 3,5 | 18,1 |
| Carriera  | Carriera     | 103 | 102 | 33,0 | 57,5 | -   | 55,8 | 8,9 | 0,6 | 1,1 | 3,4 | 16,5 |

### NBA

#### Regular Season
| Anno      | Squadra             | PG  | PT  | MP   | TC%  | 3P%  | TL%  | RP  | AP  | PRP | SP  | PP   |
| --------- | ------------------- | --- | --- | ---- | ---- | ---- | ---- | --- | --- | --- | --- | ---- |
| 1998-1999 | L.A. Clippers       | 21  | 0   | 12,3 | 46,5 | -    | 60,6 | 2,5 | 0,0 | 0,5 | 0,6 | 4,1  |
| 1999-2000 | L.A. Clippers       | 33  | 9   | 23,5 | 50,7 | -    | 66,2 | 6,1 | 0,3 | 0,5 | 1,3 | 5,4  |
| 2000-2001 | L.A. Clippers       | 39  | 23  | 15,0 | 39,8 | -    | 54,2 | 4,3 | 0,5 | 0,4 | 0,3 | 4,1  |
| 2001-2002 | Cleveland Cavaliers | 65  | 8   | 17,0 | 54,3 | -    | 60,8 | 4,3 | 0,3 | 0,4 | 0,9 | 3,4  |
| 2002-2003 | Philadelphia 76ers  | 77  | 9   | 17,9 | 55,0 | -    | 60,2 | 4,8 | 0,2 | 0,6 | 0,7 | 6,0  |
| 2003-2004 | Milwaukee Bucks     | 56  | 54  | 28,2 | 49,7 | -    | 57,2 | 7,3 | 0,9 | 0,5 | 1,1 | 10,5 |
| 2004-2005 | Philadelphia 76ers  | 24  | 0   | 10,3 | 38,6 | 0,0  | 29,4 | 2,6 | 0,2 | 0,2 | 0,3 | 2,0  |
| 2004-2005 | Sacramento Kings    | 25  | 23  | 27,8 | 55,4 | -    | 37,7 | 8,7 | 1,5 | 1,0 | 1,7 | 7,4  |
| 2005-2006 | Sacramento Kings    | 38  | 0   | 11,3 | 55,1 | -    | 44,4 | 2,7 | 0,4 | 0,3 | 0,5 | 2,3  |
| 2005-2006 | Portland T. Blazers | 27  | 5   | 19,1 | 48,4 | -    | 51,7 | 4,7 | 0,5 | 0,5 | 0,9 | 3,8  |
| 2006-2007 | Milwaukee Bucks     | 67  | 44  | 22,7 | 49,0 | -    | 58,2 | 5,7 | 0,9 | 0,3 | 1,0 | 4,4  |
| 2007-2008 | Phoenix Suns        | 66  | 0   | 12,8 | 46,5 | 66,7 | 52,4 | 3,6 | 0,2 | 0,3 | 1,2 | 3,3  |
| 2008-2009 | L.A. Clippers       | 51  | 21  | 16,5 | 44,9 | 0,0  | 63,8 | 4,0 | 0,5 | 0,3 | 1,0 | 4,2  |
| 2009-2010 | L.A. Clippers       | 16  | 1   | 7,7  | 40,0 | -    | 75,0 | 1,7 | 0,0 | 0,2 | 0,3 | 1,6  |
| 2010-2011 | Milwaukee Bucks     | 2   | 0   | 3,0  | -    | -    | -    | 0,0 | 0,0 | 0,0 | 0,0 | 0,0  |
| 2011-2012 | Memphis Grizzlies   | 1   | 0   | 4,0  | 0,0  | -    | -    | 0,0 | 0,0 | 0,0 | 0,0 | 0,0  |
| Carriera  | Carriera            | 608 | 197 | 17,9 | 49,4 | 33,3 | 56,6 | 4,7 | 0,5 | 0,4 | 0,9 | 4,7  |

#### Playoffs
| Anno     | Squadra            | PG | PT | MP   | TC%  | 3P% | TL%  | RP  | AP  | PRP | SP  | PP  |
| -------- | ------------------ | -- | -- | ---- | ---- | --- | ---- | --- | --- | --- | --- | --- |
| 2003     | Philadelphia 76ers | 8  | 0  | 4,8  | 16,7 | 0,0 | 100  | 0,8 | 0,0 | 0,0 | 0,1 | 0,8 |
| 2004     | Milwaukee Bucks    | 5  | 3  | 18,8 | 52,4 | -   | 41,7 | 4,4 | 0,0 | 0,2 | 0,6 | 5,4 |
| 2005     | Sacramento Kings   | 4  | 1  | 11,8 | 50,0 | -   | -    | 2,8 | 0,5 | 0,5 | 1,0 | 2,0 |
| 2008     | Phoenix Suns       | 4  | 0  | 5,3  | 50,0 | -   | 50,0 | 0,8 | 0,0 | 0,0 | 0,8 | 2,0 |
| Carriera | Carriera           | 21 | 4  | 9,5  | 46,2 | 0,0 | 54,2 | 2,0 | 0,1 | 0,1 | 0,5 | 2,3 |